# Labdarúgás az 1920. évi nyári olimpiai játékokon
Az 1920. évi nyári olimpiai játékokon a labdarúgótornát augusztus 28. és szeptember 2. között rendezték meg. 
Az antwepeni nyári olimpiai játékok labdarúgó tornája "csonka" volt. Az első világháborúban való tevékeny részvételéért a nemzeti szövetség, a FIFA kizárta Németország, Magyarország és Ausztria csapatait. Ez a három válogatott jelentős erőt képviselt akkor Európában, a labdarúgásban. A torna mérkőzéseire nagyon kevés néző volt kíváncsi. A döntőben a Belgium–Csehszlovákia mérkőzésen a 40. percben a csehszlovákok vitatták a játékvezető döntését, ezért levonultak a játéktérről, a csehszlovákokat kizárták. Az ezüstéremért egy másik mérkőzést írtak ki, amelyen a spanyolok 3–1-re győzték le a hollandokat.

## Éremtáblázat
(Az egyes számoszlopok legmagasabb értéke, vagy értékei vastagítással kiemelve.)
| Az 1920. évi nyári olimpiai játékok éremtáblázata labdarúgásban | Az 1920. évi nyári olimpiai játékok éremtáblázata labdarúgásban | Az 1920. évi nyári olimpiai játékok éremtáblázata labdarúgásban | Az 1920. évi nyári olimpiai játékok éremtáblázata labdarúgásban | Az 1920. évi nyári olimpiai játékok éremtáblázata labdarúgásban | Olimpia  |
| --------------------------------------------------------------- | --------------------------------------------------------------- | --------------------------------------------------------------- | --------------------------------------------------------------- | --------------------------------------------------------------- | -------- |
|                                                                 | Ország                                                          | Arany                                                           | Ezüst                                                           | Bronz                                                           | Összesen |
| 1.                                                              | Belgium (BEL)                                                   | 1                                                               | 0                                                               | 0                                                               | 1        |
|                                                                 |                                                                 |                                                                 |                                                                 |                                                                 |          |
| 2.                                                              | Spanyolország (ESP)                                             | 0                                                               | 1                                                               | 0                                                               | 1        |
|                                                                 |                                                                 |                                                                 |                                                                 |                                                                 |          |
| 3.                                                              | Hollandia (NED)                                                 | 0                                                               | 0                                                               | 1                                                               | 1        |
|                                                                 |                                                                 |                                                                 |                                                                 |                                                                 |          |
| Összesen                                                        | Összesen                                                        | 1                                                               | 1                                                               | 1                                                               | 3        |

## Érmesek
| Az 1920. évi nyári olimpiai játékok érmesei férfi labdarúgásban | Az 1920. évi nyári olimpiai játékok érmesei férfi labdarúgásban | Az 1920. évi nyári olimpiai játékok érmesei férfi labdarúgásban |
| --- | --- | --- |
| Arany | Ezüst | Bronz |
| Belgium (BEL) | Spanyolország (ESP) | Hollandia (NED) |
| Jan de Bie Armand Swartenbroeks Oscar Verbeck Joseph Musch Emile Hanse Andre Fierens Louis van Hege Henri Larnoe Mathieu Bragard Robert Coppee Desire Bastin Felix Balyu Fernand Nisot Georges Hebdin Edző: Raoul Deufresne | Ricardo Zamora Pedro Vallana Mariano Arrate Francisco Artola Agustin Sancho Ramón Eguiazábal Agustín Eizaguirre Francisco Pagazaurtunduo Felix Sesumaga Patricio Arabolaza Rafael Moreno Domingo Acedo Jose Belaustequigoitin Jose Samitier Luis Otero Joaquin Vazquez Sabino Bilbao Ramón Gil Silverio Izaguirre Edző: Francisco Bra | Robert MacNeill Henri Denis Leonard Bosschart Johannes de Natris Evert Bulder Bernardus Groosjohan Jan van Dort Oscar van Rappard Herman von Heyden Adrianus Bieshaar Bernard Verwey Frederik Kuipers Hermanus Steeman Jacob Bulder |

## Helyszínek
| Város     | Stadion          |
| --------- | ---------------- |
| Antwerpen | Bosuil stadion   |
| Antwerpen | Olimpiai stadion |
| Gent      | La Gantoise      |
| Brüsszel  | La Butte         |

## Csapatok
| - Nagy-Britannia (GBR) - Belgium (BEL) - Csehszlovákia (TCH) - Dánia (DEN) - Egyiptom (EGY) - Franciaország (FRA) - Görögország (GRE) | - Hollandia (NED) - Jugoszlávia (YUG) - Luxemburg (LUX) - Norvégia (NOR) - Spanyolország (ESP) - Svájc (SUI) - Svédország (SWE) |

## Eredmények

### Első forduló
A kétszeres olimpiai bajnok Nagy-Britannia, akkoriban nagy ellenfele Dánia is kikapott. Új szereplőként Csehszlovákia, Jugoszlávia és Spanyolország vett részt a tornán. Belgium erőnyerő volt.
| 1920. augusztus 28. 10:00 |

| Csehszlovákia (TCH)                              | 7–0               | Jugoszlávia |
| ------------------------------------------------ | ----------------- | ----------- |
| Vanik 20' 46' 79' Janda 34' 50' 75' Sedlacek 43' | (3–0) Jegyzőkönyv |             |

| Broodstraat, Antwerpen Nézőszám: 600 Játékvezető: Raphaël van Praag (holland) |

| 1920. augusztus 28. 15:30 |

| Spanyolország (ESP) | 1–0               | Dánia |
| ------------------- | ----------------- | ----- |
| Arabolaza 54'       | (0–0) Jegyzőkönyv |       |

| La Butte, Brüsszel Nézőszám: 3 000 Játékvezető: Willem Eymers (holland) |

| 1920. augusztus 28. 10:00 |

| Olaszország (ITA)         | 2–1               | Egyiptom  |
| ------------------------- | ----------------- | --------- |
| Baloncieri 25' Brezzi 57' | (1–1) Jegyzőkönyv | Osman 30' |

| Jules Ottenstadion, Gent Nézőszám: 2 000 Játékvezető: Paul Putz (belga) |

| 1920. augusztus 28. 15:30 |

| Norvégia (NOR)                 | 3–1               | Nagy-Britannia |
| ------------------------------ | ----------------- | -------------- |
| Gundersen 13' 51' Wilhelms 63' | (1–1) Jegyzőkönyv | Nicholas 25'   |

| Olimpiai Stadion, Antwerpen Nézőszám: 5 000 Játékvezető: Johannes Mutters (holland) |

| 1920. augusztus 28. 17:30 |

| Hollandia (NED)                  | 3–0               | Luxemburg |
| -------------------------------- | ----------------- | --------- |
| J. Bulder 30' Groosjohan 47' 85' | (1–0) Jegyzőkönyv |           |

| La Butte, Brüsszel Nézőszám: 3 000 Játékvezető: Georges Hubrecht (belga) |

| 1920. augusztus 28. 17:30 |

| Svédország (SWE)                                                 | 9–0               | Görögország |
| ---------------------------------------------------------------- | ----------------- | ----------- |
| Olsson 4' 79' Karlsson 15' 20' 21' 51' 85' Wicksell 25' Dahl 31' | (6–0) Jegyzőkönyv |             |

| Olimpiai Stadion, Antwerpen Nézőszám: 5 000 Játékvezető: Charles Barette (belga) |

### Negyeddöntők
A két nagy - Anglia, Dánia - kiesése után kiegyenlített lett a mezőny. A nagyokat legyőző Norvégia és Spanyolország is elvérzett.
| 1920. augusztus 29. 10:00 |

| Hollandia (NED)                                                | 5–4 (h. u.)                 | Svédország                           |
| -------------------------------------------------------------- | --------------------------- | ------------------------------------ |
| Groosjohan 10' 57' J. Bulder 44' 88' (11-esből) de Natris 115' | (2–3, 4–4, 4–4) Jegyzőkönyv | Karlsson 16' 32' Olsson 20' Dahl 72' |

| Broodstraat, Antwerpen Nézőszám: 5 000 Játékvezető: Josef Fanta (csehszlovák) |

| 1920. augusztus 29. 16:30 |

| Csehszlovákia (TCH)        | 4–0               | Norvégia |
| -------------------------- | ----------------- | -------- |
| Vanik 8' Janda 17' 66' 77' | (2–0) Jegyzőkönyv |          |

| La Butte, Brüsszel Nézőszám: 4 000 Játékvezető: Charles Barette (belga) |

| 1920. augusztus 29. 15:00 |

| Franciaország (FRA)            | 3–1               | Olaszország           |
| ------------------------------ | ----------------- | --------------------- |
| Boyer 10' Nicolas 14' Bard 54' | (2–1) Jegyzőkönyv | Brezzi 33' (11-esből) |

| Olimpiai Stadion, Antwerpen Nézőszám: 10 000 Játékvezető: Henry Christophe (belga) |

| 1920. augusztus 29. 17:00 |

| Belgium (BEL)      | 3–1               | Spanyolország         |
| ------------------ | ----------------- | --------------------- |
| Coppée 11' 52' 55' | (1–0) Jegyzőkönyv | Arrate 62' (11-esből) |

| Olimpiai Stadion, Antwerpen Nézőszám: 18 000 Játékvezető: Johannes Mutters (holland) |

### Elődöntők
Kiegyensúlyozott teljesítményt nyújtó Csehszlovákia és Belgium favoritnak megfelelően győzött. A Csehszlovák válogatottban 10 Sparta-játékos szerepelt.
| 1920. augusztus 31. 15:35 |

| Csehszlovákia (TCH)           | 4–1               | Franciaország |
| ----------------------------- | ----------------- | ------------- |
| Mazal 18' 75' 87' Steiner 70' | (1–0) Jegyzőkönyv | Boyer 79'     |

| Olimpiai Stadion, Antwerpen Nézőszám: 12 000 Játékvezető: Johannes Mutters (holland) |

| 1920. augusztus 31. 17:25 |

| Belgium (BEL)                       | 3–0               | Hollandia |
| ----------------------------------- | ----------------- | --------- |
| Larnoe 46' Van Hege 55' Bragard 85' | (0–0) Jegyzőkönyv |           |

| Olimpiai Stadion, Antwerpen Nézőszám: 22 000 Játékvezető: John Lewis (angol) |

### Döntő
A győzelmében biztos csehszlovák csapat gyorsan hátrányba került, majd a félidő előtt 6 perccel egy durvaság miatti kiállítás megpecsételte sorsukat. A kiállítás miatt megsértődött csapat levonult a játéktérről. Az olimpiai zsűri drákói ítéletet hozott: Belgiumot hirdette ki győztesnek, a csehszlovák együttestől elvette a második helyezettnek járó címet, s újabb mérkőzést rendelt el. A Spanyolország-Hollandia (3–1) találkozót az újonc spanyol gárda nyerte. A torna alatt a hollandok sportszerűtlen életet – kimaradás, szórakozás, italozás – éltek, ezért veszíthettek a második helyért vívott küzdelemben.
A döntő játékvezetője az immár 65 éves – két olimpiai döntőt, 1908-ban és 1920-ban vezető – angol John Lewis volt, határbírói Wredford Brown és Arthur Knight volt.
| 1920. szeptember 2. 17:30 |

| Belgium (BEL)                   | 2–0               | Csehszlovákia |
| ------------------------------- | ----------------- | ------------- |
| Coppée 6' (11-esből) Larnoe 30' | (2–0) Jegyzőkönyv |               |

| Olimpiai Stadion, Antwerpen Nézőszám: 35 000 Játékvezető: John Lewis (angol) |

| Az 1920. évi nyári olimpiai játékok férfi labdarúgótornájának olimpiai bajnoka |
| · BELGIUM · 1. cím                                                             |
| ------------------------------------------------------------------------------ |

### Vígaszág

#### A 8. helyért
| 1920. szeptember 3. 16:30 |

| Egyiptom (EGY)                   | 4–2               | Jugoszlávia             |
| -------------------------------- | ----------------- | ----------------------- |
| Abaza ??' Allouba ??' Hegazi ??' | (2–1) Jegyzőkönyv | Dubravčić ??' Ružić ??' |

| Olimpiai Stadion, Antwerpen Nézőszám: 500 Játékvezető: Rafael van Praag (holland) |

#### Rájátszás a második helyért

##### 1. forduló
| 1920. augusztus 31. 10:00 |

| Olaszország (ITA)    | 2–1 (h. u.)                 | Norvégia     |
| -------------------- | --------------------------- | ------------ |
| Sardi 46' Badini 96' | (0–1, 1–1, 2–1) Jegyzőkönyv | Andersen 41' |

| Broodstraat, Antwerpen Nézőszám: 500 Játékvezető: Louis Fourgous (francia) |

| 1920. szeptember 1. 12:00 |

| Spanyolország (ESP)          | 2–1               | Svédország |
| ---------------------------- | ----------------- | ---------- |
| Belauste 51' Gómez-Acedo 53' | (0–1) Jegyzőkönyv | Dahl 28'   |

| Broodstraat, Antwerpen Nézőszám: 1 500 Játékvezető: Giovanni Mauro (olasz) |

##### 2. forduló
| 1920. szeptember 2. 12:00 |

| Spanyolország (ESP) | 2–0               | Olaszország |
| ------------------- | ----------------- | ----------- |
| Sesúmaga 43' 72'    | (1–0) Jegyzőkönyv |             |

| Olimpiai Stadion, Antwerpen Nézőszám: 10 000 Játékvezető: Paul Putz (belga) |

##### Az ezüstéremért
| 1920. szeptember 5. 15:00 |

| Spanyolország (ESP)          | 3–1               | Hollandia      |
| ---------------------------- | ----------------- | -------------- |
| Sesúmaga 7' 35' Pichichi 72' | (2–0) Jegyzőkönyv | Groosjohan 68' |

| Olimpiai Stadion, Antwerpen Nézőszám: 14 000 Játékvezető: Paul Putz (belga) |

## Góllövőlista
7 gól
- Karlsson

6 gól
- Janda

## Végeredmény
| Helyezés | Csapat               | M | Gy | D | V | G+ | G– | Gk  | P |
| -------- | -------------------- | - | -- | - | - | -- | -- | --- | - |
| Arany    | Belgium (BEL)        | 3 | 3  | 0 | 0 | 8  | 1  | +7  | 6 |
| Ezüst    | Spanyolország (ESP)  | 5 | 4  | 0 | 1 | 9  | 5  | +4  | 8 |
| Bronz    | Hollandia (NED)      | 4 | 2  | 0 | 2 | 9  | 10 | –1  | 4 |
| 4.       | Franciaország (FRA)  | 2 | 1  | 0 | 1 | 4  | 5  | –1  | 2 |
|          |                      |   |    |   |   |    |    |     |   |
| 5.       | Olaszország (ITA)    | 4 | 2  | 0 | 2 | 5  | 7  | –2  | 4 |
| 6.       | Svédország (SWE)     | 3 | 1  | 0 | 2 | 14 | 7  | +7  | 2 |
| 7.       | Norvégia (NOR)       | 3 | 1  | 0 | 2 | 4  | 7  | –3  | 2 |
| 8.       | Egyiptom (EGY)       | 2 | 1  | 0 | 1 | 5  | 4  | +1  | 2 |
| 9.       | Jugoszlávia (YUG)    | 2 | 0  | 0 | 2 | 2  | 11 | –9  | 0 |
| 10.      | Nagy-Britannia (GBR) | 1 | 0  | 0 | 1 | 1  | 3  | –2  | 0 |
| 11.      | Dánia (DEN)          | 1 | 0  | 0 | 1 | 0  | 1  | –1  | 0 |
| 12.      | Luxemburg (LUX)      | 1 | 0  | 0 | 1 | 0  | 3  | –3  | 0 |
| 13.      | Görögország (GRE)    | 1 | 0  | 0 | 1 | 0  | 9  | –9  | 0 |
|          |                      |   |    |   |   |    |    |     |   |
| kizárták | Csehszlovákia (TCH)  | 4 | 3  | 0 | 1 | 15 | 3  | +12 | 6 |